# Leland Chapman
Leland Blaine Chapman (* 14. Dezember 1976 in Groom, Texas) ist ein US-amerikanischer Kopfgeldjäger. 

## Leben
Sein Vater ist Duane Chapman. Zusammen mit seinem Bruder Duane Lee, seiner Stiefmutter Beth Chapman und Tim Chapman jagen sie vorwiegend in Hawaii nach Flüchtigen. Die Sendung Dog – Der Kopfgeldjäger zeigt ein ruhiges Bild von ihm.
Als Leland Chapman acht Monate alt war, kam Duane Chapman ins Gefängnis. Erst mit acht Jahren sah er seinen Vater wieder. Früher lebte er in Pampa, Texas, nun arbeitet und lebt er auf Hawaii.